# Sajan, Kikinda
Sajan (izvirno srbsko Сајан; madžarsko Szaján) je naselje v Srbiji, ki upravno spada pod Občino Kikinda; slednja pa je del Severnobanatskega upravnega okraja.

## Demografija
Število prebivalcev v letih:
- 1837: 3.362
- 1853: 2.457
- 1900: 2.432

V naselju živi 1102 polnoletnih prebivalcev, pri čemer je njihova povprečna starost 42,2 let (40,5 pri moških in 44,2 pri ženskah). Naselje ima 518 gospodinjstev, pri čemer je povprečno število članov na gospodinjstvo 2,60.
To naselje je v glavnem madžarsko (glede na rezultate popisa iz leta 2002), a v času zadnjih treh popisov je opazno zmanjšanje števila prebivalcev.
|  |

| Demografija | Demografija     | Demografija     |
| Leto        | Št. prebivalcev | Št. prebivalcev |
| ----------- | --------------- | --------------- |
|             |                 |                 |
|             |                 |                 |
|             |                 |                 |
|             |                 |                 |
| 1948        | 2430            |                 |
| 1953        | 2432            |                 |
| 1961        | 2334            |                 |
| 1971        | 1982            |                 |
| 1981        | 1655            |                 |
| 1991        | 1555            | 1540            |
| 2002        | 1376            | 1348            |
|             |                 |                 |

| Etnična sestava po popisu iz leta 2002 | Etnična sestava po popisu iz leta 2002 | Etnična sestava po popisu iz leta 2002 | Etnična sestava po popisu iz leta 2002 | Etnična sestava po popisu iz leta 2002 |
| -------------------------------------- | -------------------------------------- | -------------------------------------- | -------------------------------------- | -------------------------------------- |
| Madžari                                | Madžari                                |                                        | 1.195                                  | 88,64%                                 |
| Srbi                                   | Srbi                                   |                                        | 121                                    | 8,97%                                  |
| Romi                                   | Romi                                   |                                        | 18                                     | 1,33%                                  |
| Hrvati                                 | Hrvati                                 |                                        | 5                                      | 0,37%                                  |
| Jugoslovani                            | Jugoslovani                            |                                        | 2                                      | 0,14%                                  |
| Slovenci                               | Slovenci                               |                                        | 1                                      | 0,07%                                  |
| Romuni                                 | Romuni                                 |                                        | 1                                      | 0,07%                                  |
| Neznano                                | Neznano                                |                                        | 1                                      | 0,07%                                  |